# Globočice pri Kostanjevici
Globočice pri Kostanjevici – wieś w Słowenii, w gminie Kostanjevica na Krki. W 2018 roku liczyła 116 mieszkańców.